# Elecciones presidenciales de Ecuador de 1948
Las elecciones presidenciales de Ecuador de 1948 fue el proceso electoral el cual tuvo por objetivo la elección de un nuevo Presidente Constitucional y Vicepresidente Constitucional de la República del Ecuador. Fueron las primeras elecciones bajo la Constitución de Ecuador de 1947. Se realizaron el 6 de junio de 1948.

## Antecedentes
Las elecciones de 1948 estuvieron por primera vez a cargo de una nueva entidad estatal, el Tribunal Supremo Electoral de Ecuador  (TSE), autónomo con respecto del Ministerio de Gobierno.
Esta es la primera elección en la que se presentan binomios presidenciales, candidateados bajo un sistema de partidos políticos, debiendo cumplir requisitos para poder ser inscritos, teniendo así la facultad de presentar candidatos a todas las dignidades nacionales en las diferentes elecciones; además podían presentarse candidatos independientes auspiciados por una coalición.

## Candidatos
Bajo la Constitución de 1946, el presidente y vicepresidente eran candidateados mediante un binomio presidencial, pero eran electos de forma independiente, siendo la primera vez que se elige al presidente y vicepresidente en la misma elección.
Terciaron por el Partido Conservador el presidente de la Corte Suprema de Justicia Manuel Elicio Flor Torres para presidente y el excanciller Manuel Sotomayor y Luna por la vicepresidencia; el exministro de defensa Galo Plaza Lasso, hijo del expresidente Leónidas Plaza Gutiérrez, junto al notable médico y político guayaquileño Abel Gilbert por el Movimiento Cívico Democrático Nacional, primer movimiento político de la historia del país , apoyado por liberales y conservadores independientes; y por la alianza del Partido Liberal Radical Ecuatoriano  y el Partido Socialista Ecuatoriano el general (r) Alberto Enríquez Gallo, exdictador de la nación junto al exministro de gobierno Carlos Cueva Tamariz.

## Desarrollo
Triunfó Plaza Lasso con 115.708 votos. Flor obtuvo 112.356 y Enríquez Gallo logró 53.649 votos. Galo Plaza Lasso ganó la presidencia asumiendo el cargo el 1 de septiembre de 1948, mientras que Manuel Sotomayor y Luna del partido Conservador ganó la Vicepresidencia.
Estas fueron las primeras elecciones presidenciales completamente directas del país, ya que previamente se realizaban elecciones censitarias. Plaza se convirtió en el segundo presidente del Ecuador nacido en el extranjero después de Juan José Flores y el primero nacido en Estados Unidos.
| Partido / Movimiento | Partido / Movimiento                   | Partido / Movimiento                                                                                 | Presidente                      | Cargos importantes                                                  | Vicepresidente                           | Cargos Importantes                                            |
| -------------------- | -------------------------------------- | --- | ------------------------------- | ------------------------------------------------------------------- | ---------------------------------------- | ------------------------------------------------------------- |
| 1                    |                                        | Partido Conservador Ecuatoriano                                                                      | Manuel Elicio Flor Torres (PCE) | Presidente del Tribunal de Garantías Constitucionales (1945 - 1946) | Manuel Sotomayor y Luna y Orejuela (PCE) | Senador por Pichincha (1947 - 1948)                           |
| 2 3                  |                                        | Coalición Liberal Socialista: - Partido Liberal Radical Ecuatoriano - Partido Socialista Ecuatoriano | Alberto Enríquez Gallo (PSE)    | Jefe Supremo de la República (1937 - 1938)                          | Carlos Cueva Tamariz (PSE)               | Ministro de Gobierno (1932)                                   |
| A                    | Movimiento Cívico Democrático Nacional | Movimiento Cívico Democrático Nacional                                                               | Galo Plaza Lasso (Ind.)         | Ministro de Defensa (1938 - 1940)                                   | Abel Gilbert Pontón (Ind.)               | Vicepresidente de la 13° Asamblea Constituyente (1928 - 1929) |

## Resultados
| Partido | Partido                                   | Binomio Presidencial                          | Votos   | %      |
| ------- | ----------------------------------------- | --------------------------------------------- | ------- | ------ |
| A       | Movimiento Cívico Democrático Nacional    | Galo Plaza Lasso / Abel Gilbert               | 115.708 | 41.07% |
| 1       | Partido Conservador Ecuatoriano           | Manuel Elicio Flor / Manuel Sotomayor y Luna  | 112.356 | 39.88% |
| 2 3     | Coalición Liberal Socialista (PLRE - PSE) | Alberto Enríquez Gallo / Carlos Cueva Tamariz | 53.649  | 19.05% |

Fuente

### Resultados a nivel provincial
| Provincias      | Galo Plaza Lasso | Manuel Elicio Flor | Alberto Enríquez Gallo |
| --------------- | ---------------- | ------------------ | ---------------------- |
| Azuay           | 34.10%           | 59.40%             | 6.50%                  |
| Bolívar         | 26.30%           | 62.40%             | 11.20%                 |
| Cañar           | 18.20%           | 74.70%             | 7.10%                  |
| Carchi          | 15.50%           | 61.50%             | 23.00%                 |
| Cotopaxi        | 47.20%           | 37.20%             | 15.70%                 |
| Chimborazo      | 46.00%           | 49.60%             | 4.40%                  |
| El Oro          | 31.30%           | 40.80%             | 27.90%                 |
| Esmeraldas      | 12.70%           | 29.70%             | 57.60%                 |
| Galápagos       | 96.82%           | 1.59%              | 1.59%                  |
| Guayas          | 47.80%           | 15.60%             | 36.60%                 |
| Imbabura        | 42.30%           | 45.90%             | 11.80%                 |
| Loja            | 18.70%           | 62.00%             | 19.30%                 |
| Los Ríos        | 46.70%           | 19.60%             | 33.70%                 |
| Manabí          | 53.00%           | 21.20%             | 25.80%                 |
| Santiago Zamora | 63.20%           | 35.50%             | 1.30%                  |
| Napo Pastaza    | 57.20%           | 19.60%             | 23.20%                 |
| Pichincha       | 52.40%           | 30.70%             | 16.90%                 |
| Tungurahua      | 34.30%           | 60.70%             | 5.00%                  |

Fuente: